# Танагра (дъщеря на Еол)
Вижте пояснителната страница за други значения на Танагра.
Танагра (на старогръцки: Τάναγρα / Tánagra) в древногръцката митология е дъщеря на Еол (прародител на еолийците, син на Елин). Съпруга е на Поймандр (Poimandres). Основава град в Беотия и му дава своето име Танагра.